# Yrjö Karilas

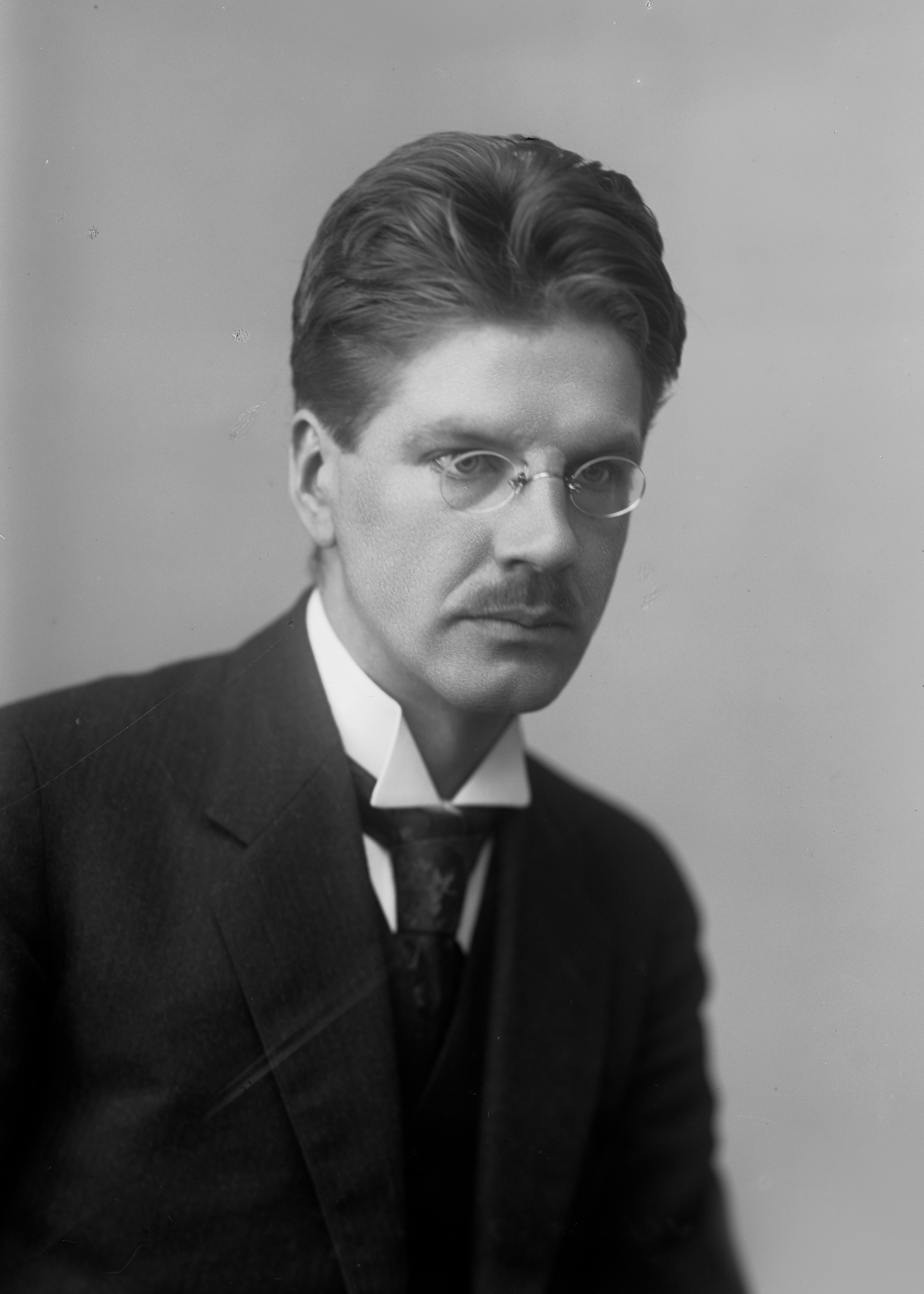
Yrjö Karilas.

Yrjö Antero Karilas, till 1906 Karlsberg,  född 3 januari 1891 på Karlö, död 7 juni 1982 i Helsingfors, var en finländsk skolman och populärvetenskaplig författare.
Karilas var son till prosten och referendariesekreteraren Niilo Karilas och Ida Maria Anstén. Han blev student 1908, filosofie kandidat 1911, filosofie magister 1913 och studerade vid universitetet i Petrograd 1915–1917. Han var lärare vid finska samskolan i Berghäll 1911–1919, förlagstjänsteman vid WSOY 1918–1940, sekreterare för gossarbete vid finska KFUM 1918–1921 och 1926–1943, verksamhetsledare vid  Poiken Keskus 1919–1948 och 1949–1962, litterär chef vid bokförlaget Kuva ja Sana 1944–1948 och ledare för arbete bland män vid Johannes församling i Helsingfors 1946–1965. Han var redaktionssekreterare vid Oma Maa andra upplaga och vid Kansallinen elämäkerrasto. Han var ordförande i Folkets Bibelsällskaps direktion 1952–1953. Han utgav Suurmiesten seurassa (1916), Vaikeuksien voittajia (1922), biografier över William Carey, Georg August Wallin och Dwight Lyman Moody, Oppia ikä kaikki (1943), Pelastuksen päivä (1946), Kirkkautta kohti (1952) samt redigerade Koululaisen Muistikirja (från 1913), Pikku jättiläinen (från 1924), Lilla Jätten (från 1944) och Jokamiehen Tietosanakirja (1935). Han tilldelades skolråds titel 1951.